# Rio Kinzig (Hesse)
O Rio Kinzig é um rio alemão, cuja nascente localiza-se na região Spessart no estado alemão de Hesse perto da fronteira com a Baviera. 
Os municípios mais importantes às margens do rio são as cidades de Gelnhausen e Hanau onde desamboca no Rio Meno.